# Mar Dyelen Ndiaye
Pour les articles homonymes, voir Ndiaye.
Mar Dyelen Ndiaye est le fils de Dialène Biram Penda Dyémé. Il appartient à la lignée impériale du Djolof qu'il a quitté en 1697 avec son frère Birayamb Dyelene et ses sœurs Yacine et Thègue Sarr Ndiaye pour échapper aux troubles internes favorisés par les princes appartenant aux lignées maternelles des Niang, Ndao, Diop et Fall qui désiraient s'emparer du pouvoir. 
Après un passage dans la province cayorienne du Gandiol où son frère Birayamb Dyelen mourut à la suite d'une épidémie, il parvint avec ses sœurs à Saint-Louis du Sénégal où il put s'établir grâce à un sauf-conduit délivré par les notables gandiolois.
Mar Dyelen Ndiaye est le père d'Amadou Mar Ndiaye, figure de la résistance à la pénétration coloniale en Afrique de l'Ouest.